# Toni Spiss
Toni Spiss (Sankt Anton am Arlberg, 8 aprile 1930 – Sankt Anton am Arlberg, 20 marzo 1993) è stato uno sciatore alpino austriaco.

## Palmarès

### Olimpiadi
- Bronzo a Oslo 1952 nello slalom gigante.